# دیناپسولین
دیناپسولین(به انگلیسی: Dinapsoline) دارویی است که برای درمان بیماری پارکینسون توسعه یافته‌است. این دارو به عنوان یک آگونیست کامل انتخابی در گیرنده دوپامین D۱ عمل می‌کند.